# Bonaparte, primer cónsul
Bonaparte, primer cónsul es un retrato de 1804 de Napoleón Bonaparte como primer cónsul realizado por Jean-Auguste-Dominique Ingres. La pintura se encuentra actualmente en la colección del Museo Curtius de Lieja. Posar la mano dentro del chaleco se usaba a menudo en retratos de gobernantes para indicar un liderazgo tranquilo y estable.

## Fondo

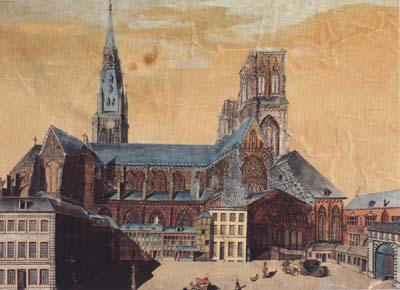
La catedral de San Lamberto en Lieja en 1780.

El 1 de agosto de 1803, Bonaparte se detuvo en Lieja durante dos días en su marcha triunfal a través de los nueve departamentos anexados. En la terraza de un hotel particular de Mont-Saint-Martin, Bonaparte contemplaba la ciudad, criticaba la iglesia gótica de San Juan y encargaba un campanario (que aún le faltaba) para la nueva catedral de San Pablo y aprobó el emplazamiento del fuerte de la Chartreuse. Una gran multitud (la población de la ciudad se había triplicado durante los dos días de la visita) se reunió para aclamar a Bonaparte y algunos incluso se arrodillaron a su paso. 
El jefe de Estado de la ciudad se reunió con Bonaparte en el barrio de Amercœur, devastado por los bombardeos austríacos al abandonar la ciudad en 1794 tras la batalla de Sprimont. Profundamente impresionado por la miseria de los habitantes, Bonaparte decretó 300.000 francos al prefecto de Ourthe, el barón Charles Emmanuel Micoud d'Umons, para la reconstrucción del suburbio.  Esa misma noche, Bonaparte dijo al Segundo Cónsul: "Estoy muy contento con el ánimo de los habitantes de Lieja". Para mostrar su satisfacción, Bonaparte anunció su intención de ofrecer a la ciudad de Lieja un retrato suyo realizado por Ingres, que les sería enviado un año después.  Ingres, que había debutado en el Salón el año anterior, se convirtió así en uno de los cinco artistas (los otros eran Jean-Baptiste Greuze, Robert Lefèvre, Charles Meynier y Marie-Guillemine Benoist) a quienes se les encargó pintar retratos de cuerpo entero de Napoleón para ser distribuidos en las ciudades prefecturales de Lieja, Amberes, Dunkerque, Bruselas y Gante, todas las cuales habían sido recientemente cedidas a Francia en el Tratado de Lunéville de 1801. 

## Interpretación
Ingres tenía 23 años cuando recibió el encargo de la pintura de la ciudad de Lieja. No logró que Bonaparte posara para él y tuvo que basarse en un retrato suyo de 1802 realizado por Antoine-Jean Gros. El cuadro de Ingres muestra a un Napoleón de 34 años con la mano derecha a punto de firmar un acta titulada "Faubourg d'Amercœur rebâti" (suburbio de Amercœur reconstruido). Este decreto se refiere a uno firmado por Napoleón en 1803 a la prefectura del departamento de Ourthe para restaurar este suburbio y es un intento de demostrar a la ciudad recién anexada las ventajas de ser parte de Francia y tomar posesión simbólicamente de la ciudad.

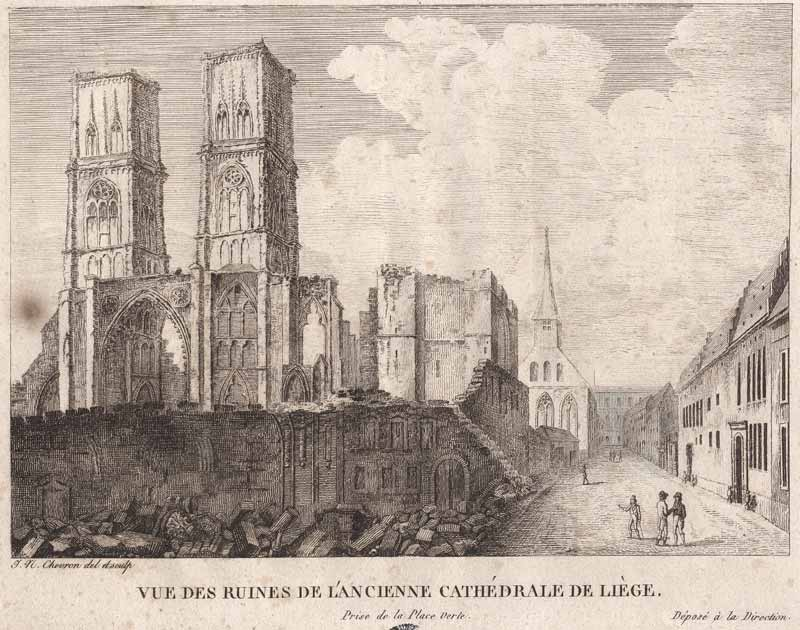
La catedral de San Lamberto en Lieja siendo saqueada por los revolucionarios de la ciudad.

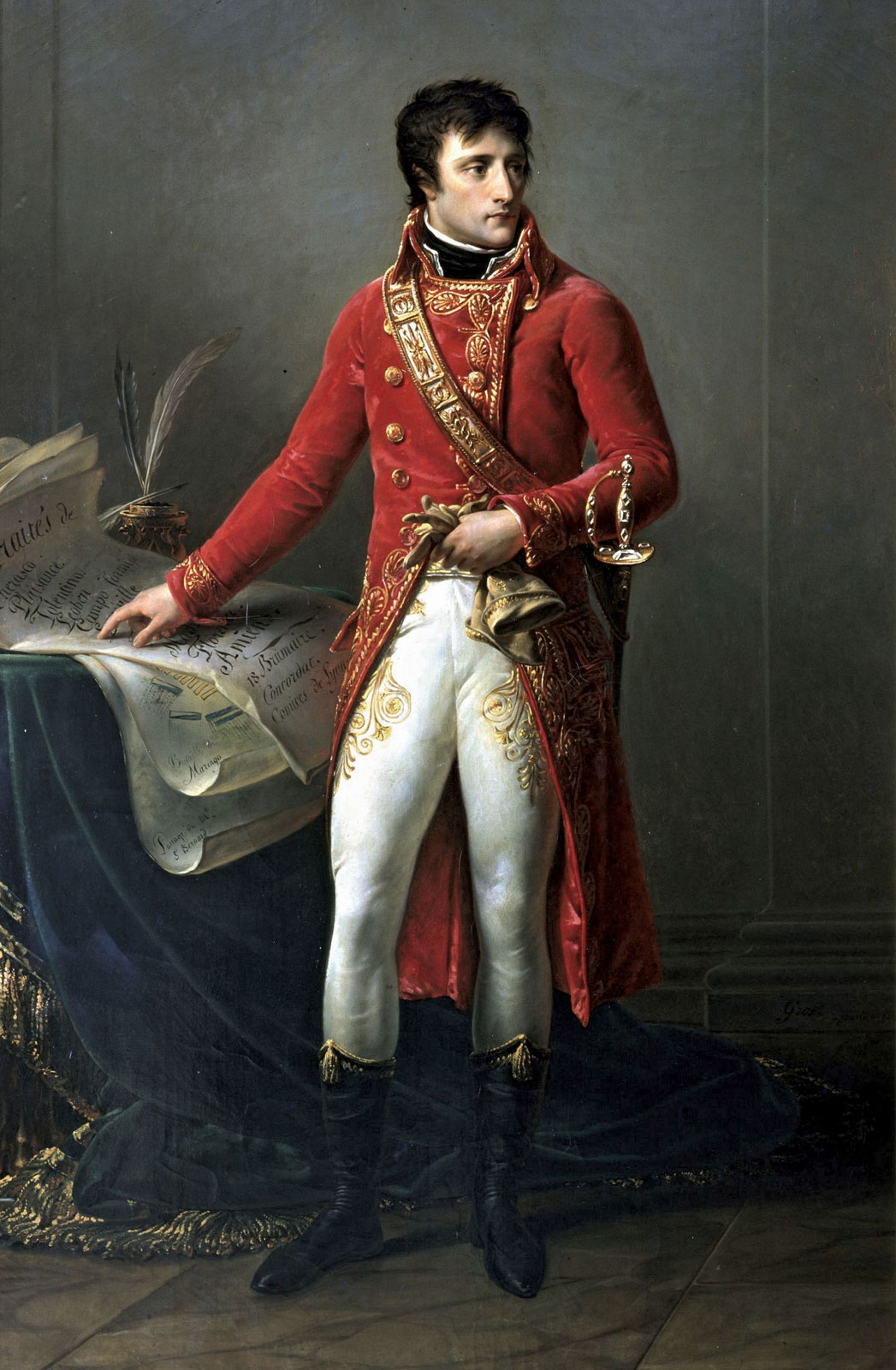
Pintura de Gros de 1802 que inspiró a Ingres.

Bonaparte ya no se muestra como un revolucionario de pelo largo y uniforme azul oscuro como en Bonaparte en el Puente de Arcole de Gros, sino con el uniforme rojo con bordados dorados de cónsul de la república, con el pelo corto dictado por la moda neoclásica. En lugar de la pose marcial sable en mano, ante el humo de la batalla, ahora aparece en un sobrio interior asumiendo una postura civil, colocando la mano dentro de su abrigo que junto al gesto de firmar, dan sensación de madurez y sabiduría. La ventana está abierta al fondo y muestra la catedral de san Lamberto de Lieja completa, cuando en realidad estaba siendo demolida en ese momento tras resultar arrasada durante la Revolución liejense. El cuadro pone en perspectiva los excesos de la Revolución Francesa y de los contrarrevolucionarios, en un contexto de distensión y reconciliación entre la República Francesa y la Iglesia Católica. Las relaciones oficiales entre Francia y el papado habían sido malas desde la Constitución civil del clero en 1790, pero la reconstrucción pictórica de la catedral entonces en ruinas simboliza la reanudación de las buenas relaciones entre ellos y la "protección" que la Primera República Francesa concedía a los católicos mediante el concordato de 1801.